# Alberto Valentini
Pour les articles homonymes, voir Valentini.
Alberto Aldo Valentini González, né le 25 novembre 1938 à Valparaiso au Chili et mort le 25 octobre 2009, est un joueur de football international chilien d'origine italienne, qui évoluait au poste de défenseur.

## Biographie

### Carrière en club
Avec le club des Santiago Wanderers, il remporte un championnat du Chili, et deux Coupes du Chili.
Avec le club de Colo Colo, il complète son palmarès avec deux nouveaux titres de champion du Chili. Il participe avec cette équipe à la Copa Libertadores en 1971.

### Carrière en sélection
Avec l'équipe du Chili, il joue 19 matchs, sans inscrire de but, entre 1960 et 1966. Il joue son premier match en équipe nationale le 18 décembre 1960 contre le Paraguay. 
Il participe avec la sélection chilienne à la Coupe du monde de 1966. Lors du mondial organisé en Angleterre, il joue deux matchs : contre la Corée du Nord, puis contre l'URSS. Le Chili est éliminé dès le premier tour de la compétition.

## Palmarès
| Santiago Wanderers - Championnat du Chili (1) : - Champion : 1958. - Coupe du Chili (2) : - Vainqueur : 1959 et 1961. |  | Colo Colo - Championnat du Chili (2) : - Champion : 1970 et 1972. |